# A Kínai Köztársaság címere

Tajvan címere

Tajvan címere (valójában állami jelképe) egy kék korongon elhelyezett fehér színű tizenkét ágú nap. A címer a Kuomintang jelképén alapul.